# Patrick Sessler
Patrick Sessler (Watermael-Boitsfort, 8 mars 1958 -) est un ancien député bruxellois et conseiller communal du Front National belge. Il a également été Secrétaire général et Vice-président de ce parti.

## Biographie

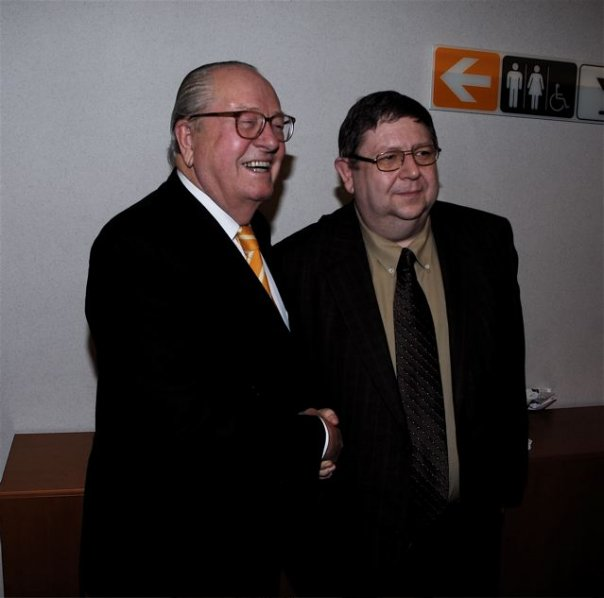
Patrick Sessler (à droite) en compagnie de Jean-Marie Le Pen en 2008 au Parlement européen.

Patrick Sessler est né en 1958 dans une famille bruxelloise de commerçants.
Membre du Front de la Jeunesse dès le début des années 80, Patrick Sessler milite au sein de la branche politique de cette organisation, le Parti des Forces Nouvelles.
Après avoir travaillé pour l'armée belge comme MOC (main-d’œuvre civile) à Siegen en Allemagne,[réf. nécessaire] en 1989, Patrick Sessler se fait remarquer par la tenue d'un stand à la Foire du livre de Bruxelles, intitulé «Libertés 89», où se trouvaient en vente toute une série d’ouvrages révisionnistes.  
C’est également en 1989 que Patrick Sessler adhère au Front National.
Élu une première fois comme conseiller communal sous cette étiquette à Schaerbeek en 1994, le groupe FN se disloque moins d'un mois après les élections, et Patrick Sessler y siège dès lors comme indépendant
En 1997, il rejoint celui qu'il déclare être un de ses modèles en politique, Filip De Man, du  parti nationaliste flamand d'extrême droite Vlaams Blok. De Man dirigeait alors la précampagne et la campagne pour les élections régionales de 1999, qui aboutira à l'élection de Johan Demol.
En septembre 1999, Sessler est nommé secrétaire du Vlaams Blok pour Bruxelles et organise le travail politique de cette formation. 
En 2001, il est élu comme conseiller communal de Schaerbeek sur la liste Demol. Il démissionnera le 21 décembre 2005
En 2004, il quitte le Vlaams Blok, mettant en cause les objectifs ultra-flamingants de Johan Demol, et revient au Front National. 
En 2005, il est mis en cause dans une émission de RTBF, « L’arrière cuisine du Front National », qui met en avant son admiration pour Léon Degrelle. 
En 2007, le président du Front National, Daniel Féret, est assigné en Justice par les députés du Front National, membres du bureau politique ou ancien membres de son parti, pour confusion de patrimoine et abus à des fins privées de la dotation publique de son parti. Féret est également inculpé, ainsi que sa compagne et député bruxellois Audrey Rorive, du chef de faux et usage de faux, faux dans la comptabilité, infraction au code des sociétés, abus de confiance, abus de biens sociaux, infraction au code des impôts, organisation d'insolvabilité et infraction à la loi relative aux faillites, dans le cadre de l'enquête judiciaire relative à la gestion du parti et à son association de financement (AFFN).
En septembre 2007, quand Michel Delacroix devient président « faisant fonction » du Front National, Patrick Sessler en est nommé Secrétaire général.
Il a prêté serment en tant que député bruxellois Front National le 18 janvier 2008, à la suite du décès de Guy Hance.
Il s'est représenté sur les listes du Front National, en première place, lors des élections régionales du 7 juin 2009, mais n'a pas été réélu, son parti n'atteignant pas le seuil électoral de 5 %.
À la suite de cet échec, il a démissionné de toutes ses fonctions au sein du FN et s'est retiré de la politique jusqu'à la mi-2012.
Il s'est présenté aux élections communales d'octobre de cette année sur les listes du Vlaams Belang, dont il a rejoint l'équipe bruxelloise, dans sa commune de Schaerbeek.
Inculpés en octobre 2009 pour diverses infractions à la législation sur le travail, Patrick Sessler et Charles Petitjean sont renvoyés devant le tribunal correctionnel qui les blanchit de ces accusations en mars 2011.
En mai 2014 il se présente aux élections législatives sur la liste que le Vlaams Belang présente à Bruxelles pour l'élection de la Chambre des Représentants. 
En 2018 également paraît la version française traduite du néerlandais par Patrick Sessler du livre du Président du Vlaams Belang Tom Van Grieken, "L'Avenir Entre Nos Mains", sous titré "Révolte contre les élites".
En 2019 il est candidat en tête de liste dans le Hainaut pour le Vlaams Belang qui se présente dans toutes les provinces wallonnes pour la Chambre des représentants exclusivement.
Il continue à travailler pour le Vlaams Belang comme collaborateur parlementaire. Il rédige notamment la revue "Bruxelles Demain", la publication trimestrielle en français du Vlaams Belang.
En décembre 2023, Patrick Sessler, vient au Conseil communal de Schaerbeek défendre une "interpellation citoyenne" au sujet de l'implantation d'un village de conteneurs où seront installés près de 200 personnes en séjour illégal, des hommes seuls, ou en instance de demande d'asile sur le territoire de la commune. Au moment de sa prise de parole, les échevins, les conseillers communaux et le public, à l'instigation des édiles de la commune se sont levés et ont quitté la salle du conseil. C'est donc devant la bourgmestre faisant fonction, Cécile Jodogne (Défi), seule ou presque, que Patrick Sessler à fait part des inquiètudes des riverains au sujet de cette implantation qui n'avait pas fait l'objet d'une concertation avec les habitants du quartier.
Pour les élections du 9 juin 2024, il se présente sur la liste pour la Chambre des Représentants à Bruxelles pour le Vlaams Belang à la 9ème et dernière place des suppléants. Une place toute symbolique généralement dévolue aux candidats en fin de carrière politique.